# Giovanni da Milano
Giovanni da Milano (Giovanni di Jacopo di Guido da Caversaccio) foi um pintor italiano que trabalhou em Florença e Roma entre 1346 e 1369. 
Seu estilo é, como muitos artista de Florença da época, uma derivação da obra de Giotto. Vindo da Lombardia, o registro mais antigo do pintor é de 1346, já em Florença. Trabalhou também em Roma para o Papa Urbano V, com Giottino e os filhos de Taddeo Gaddi.
Suas obras podem ser encontradas nos seguintes locais:
- Spedale della Misericordia, em Prato
- Chiesa di Ognissanti, Florença
- Accademia, Florença
- Capela Rinuccini, na Basílica da Santa Cruz, em Florença (junto com Matteo di Pacino)